# Pesa 303Da
Pesa 303Da (seria ST46) – normalnotorowy spalinowóz towarowy zmodernizowany przez zakłady Pesa w Bydgoszczy dla spółki PKP Cargo. Powstała w wyniku modernizacji serii SU46, która polegała na wymianie silnika W2112SSF na MTU. Modyfikacji uległa także kabina maszynisty, gdzie zastosowano klimatyzację, pulpit maszynisty oraz system kontroli jazdy Lokel-Intelo, który komunikuje się z maszynistą przy pomocy dotykowego wyświetlacza.

## Historia
Po wielu latach niedoinwestowania polskich kolei tabor wymagał modernizacji. Nowe pojazdy były zbyt drogie stąd postanowiono zmodernizować już posiadane. Prace nad modernizacją rozpoczęto od lokomotyw ST44 i SM42. SU46, z których powstała seria ST46, nie brano początkowo pod uwagę, ponieważ były konstrukcją nowocześniejszą niż radzieckie ST44. Nie były również wykorzystywane do typowej pracy towarowej.
Przebudowa lokomotyw SU46 na ST46 została wykonana przez bydgoskie zakłady Pesa na podstawie dokumentacji technicznej opracowanej przez firmę IPS „Tabor”. Wcześniej w tych zakładach gruntownie zmodernizowano inne lokomotywy spalinowe. Jako pierwszą zmodernizowano lokomotywę SU46-049, która ze względu na zmianę parametrów i oznaczenia dostała numer boczny ST46-01. Umowa zawarta pomiędzy PKP Cargo a Pesą zakłada zmodernizowanie 20 lokomotyw SU46 na ST46 w ciągu 2 lat.

## Konstrukcja
ST46 jest zmodernizowaną wersją SU46, stąd większość rozwiązań technicznych pozostało bez zmian.
Podczas modernizacji zastosowano czterosuwowy 12-cylindrowy silnik wysokoprężny MTU 4000 o mocy znamionowej 1500 kW, produkowany przez MTU Friedrichshafen. Pomimo mniejszej pojemności skokowej silnika i znacznie mniejszej masy, jego moc została obniżona do identycznej jak w silniku 2112SSF. Minimalne zmniejszenie mocy z 1500 kW na 1300 kW wiąże się z pozostawieniem oryginalnych silników trakcyjnych nie przystosowanych do większej mocy agregatu, a obecne masy pociągów ciągniętych przez te lokomotywy nie wymagają silniejszych pojazdów (większe na trasach niezelektryfikowanych są ciągnięte przez ST43 lub ST44). Zredukowanie mocy miało też na celu, podobnie jak obniżenie masy własnej pojazdu, zmniejszenie zużycia paliwa. Po modernizacji lokomotywa spełnia normy emisji spalin Euro 3. Jedynie wymontowano elementy ogrzewania składu, która jest zbędna w lokomotywach towarowych. W celu poprawy warunków pracy maszynistów wnętrze kabin jest klimatyzowane
Modyfikacji uległa instalacja elektryczna. W ST46 zamiast tradycyjnych typowo polskich dużych reflektorów zastosowano reflektory halogenowe wbudowane w czoła lokomotywy. Zlikwidowane zostały tradycyjne gniazda na ścianach czołowych, które zostały zastąpione jednym zdolnym do przesyłania również informacji pomiędzy komputerami pokładowymi.